# Carlo Ripa di Meana
Carlo Ripa di Meana (ur. 15 sierpnia 1929 w Pietrasancie, zm. 2 marca 2018 w Rzymie) – włoski polityk, ekolog i publicysta, w latach 1992–1993 minister środowiska, eurodeputowany I oraz IV kadencji, w latach 1985–1993 członek Komisji Europejskiej.

## Życiorys
Pochodził z rodziny arystokratycznej. Jego rodzicami byli Giulio Ripa di Meana oraz Fulvia Schanzer, córka polityka Carla Schanzera. Był mężem pisarki Mariny Ripa Di Meana.
W młodości dołączył do Włoskiej Partii Komunistycznej. Na początku lat 50. publikował w komunistycznej gazecie „l’Unità”, następnie przez trzy lata przebywał w Pradze, gdzie reprezentował swoje ugrupowanie w komunistycznej organizacji studenckiej. Po powrocie do Włoch zajmował się działalnością publicystyczną i wydawniczą.
Pod koniec lat 50. przeszedł do Włoskiej Partii Socjalistycznej. W 1970 został wybrany do rady regionalnej Lombardii, w której objął funkcję przewodniczącego frakcji socjalistycznej. W latach 1974–1979 był dyrektorem Biennale w Wenecji. W 1979 uzyskał mandat deputowanego do Parlamentu Europejskiego I kadencji, w którym zasiadał do 1984.
Od 1985 do 1993 był członkiem I i II Komisji Europejskiej, którymi kierował Jacques Delors. Do 1989 odpowiadał za administrację, politykę informacyjną, kulturę i turystykę, następnie do 1993 za środowisko. Od czerwca 1992 do marca 1993 sprawował urząd ministra środowiska w rządzie Giuliana Amato.
W 1993 odszedł z PSI, dołączył do Federacji Zielonych, w której do 1996 pełnił funkcję rzecznika. Od 1994 do 1999 ponownie sprawował mandat eurodeputowanego w ramach IV kadencji. W latach 2000–2005 był radnym rady regionalnej Umbrii. Od 2005 do 2007 przewodniczył stowarzyszeniu kulturalnemu Italia Nostra, stał też na czele Comitato Nazionale del Paesaggio, komitetu zajmującego się ochroną krajobrazu.